# Corball fosc
El corball fosc (Umbrina ronchus) és una espècie de peix de la família dels esciènids i de l'ordre dels perciformes.

## Morfologia
- Els mascles poden assolir 100 cm de longitud total.[2]

## Alimentació
Menja gambes, cucs i d'altres invertebrats bentònics.

## Depredadors
A Sud-àfrica és depredat pel tauró de puntes negres (Carcharhinus limbatus).

## Hàbitat
És un peix de clima subtropical (43°N-36°S, 19°W-56°E) i demersal que viu entre 20-200 m de fondària.

## Distribució geogràfica
Es troba des del Mediterrani occidental i Gibraltar fins a Sud-àfrica i, al llarg de les costes de l'Àfrica oriental, fins al Golf Pèrsic.

## Ús comercial
És venut fresc.

## Observacions
És inofensiu per als humans.